# Arena Skövde
Die Arena Skövde ist eine Mehrzweckhalle in der schwedischen Stadt Skövde, Provinz Västra Götalands län, im Westen des Landes. Sie ist die Heimspielstätte der Handballvereine IFK Skövde HK (Männer) und Skövde HF (Frauen). Der Komplex besteht aus drei Hallen. Die Kapazität von 2.516 Besuchern (Halle A) verteilt sich auf 1.630 Sitzplätze, 770 Stehplätze und 116 Sitzplätze im V.I.P.-Bereich.
Sie war ein u. a. Spielort der Handball-Europameisterschaft der Männer 2002, der
Handball-Europameisterschaft der Frauen 2006 sowie der Handball-Weltmeisterschaft der Herren 2011.

## Geschichte
1971 wurde die Schwimmhalle (Halle C) mit 25-Meter-Bahn und ein Lehrschwimmbecken errichtet. Eine Renovierung der ganzen Anlage folgte 1996. 2002 wurden die Halle A und B mit Bädern zur Rehabilitation ergänzt. Im August 2007 wurde eine Erweiterung der Anlage beschlossen. Das Projekt mit Namen Nya Arena Skövde (deutsch Neue Arena Skövde) beinhaltete den Bau von Wellnesseinrichtungen, Fitnessstudio, eines Erlebnisbades sowie einer Bowlingbahn mit Restaurant, Räume für Tagungen, Messen, Ausstellungen und Feierlichkeiten vor. 2008 konnte die Sportbar, das Fitnessstudio Actic Gym und das neue Foyer eröffnet werden. Im August 2009 wurde die Bowlingbahn mit Restaurant namens O’Learys eingeweiht. Im Dezember 2009 öffnete das Erlebnisbad mit Entspannungsbereich. Es wurde modernste Technik wie u. a. Solarheizung, Fernwärme, Wärmepumpe, Energierückgewinnung sowie Absorptionskühlung verbaut. Der Kostenrahmen der Modernisierungsarbeiten lag bei 478 Mio. SEK (etwa 43 Mio. Euro). Ein weiterer Ausbau der Anlage mit Einrichtungen für Konzerte und Kongresse mit angeschlossenem Hotel fiel der Weltfinanzkrise zum Opfer.

## Galerie

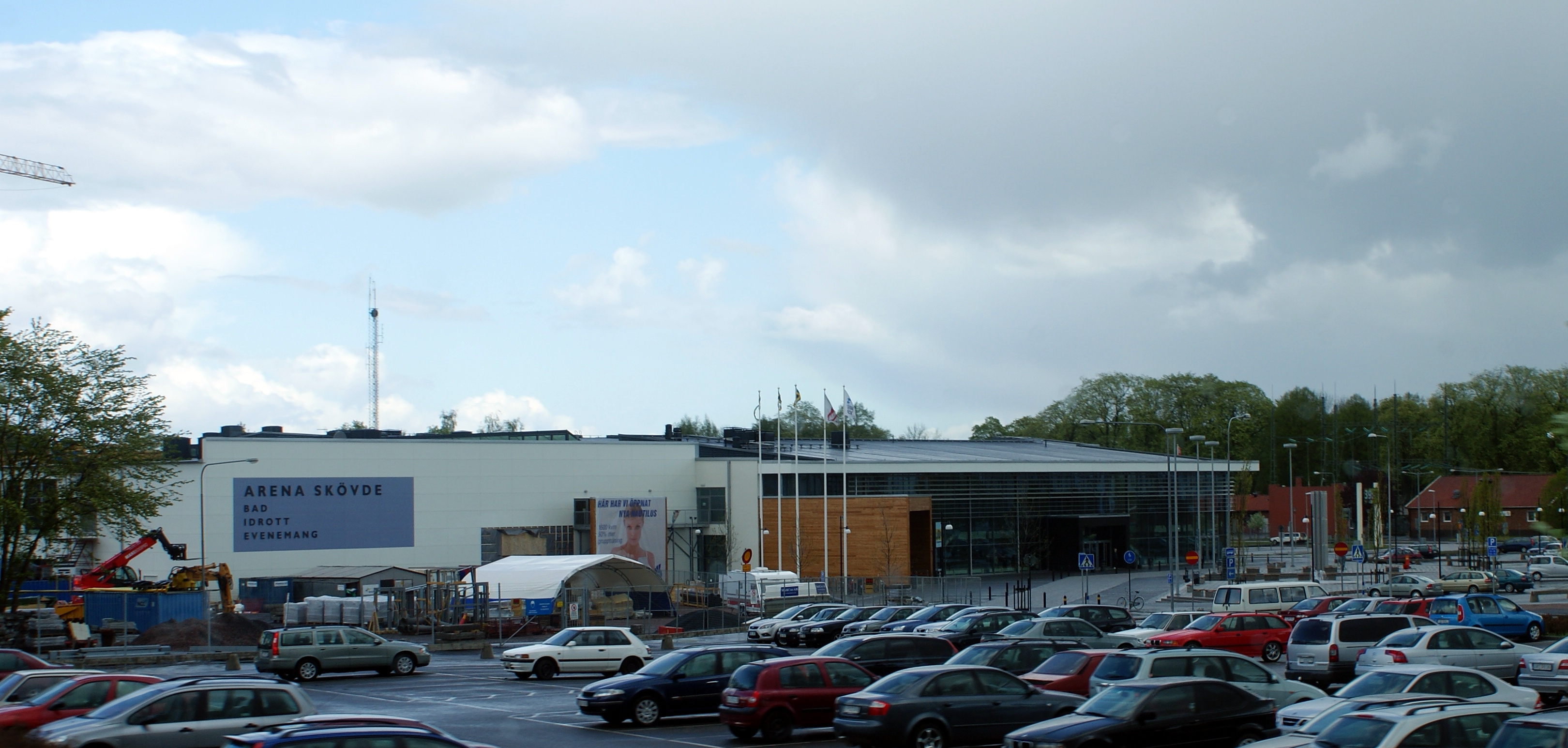
Die Arena Skövde im Mai 2009
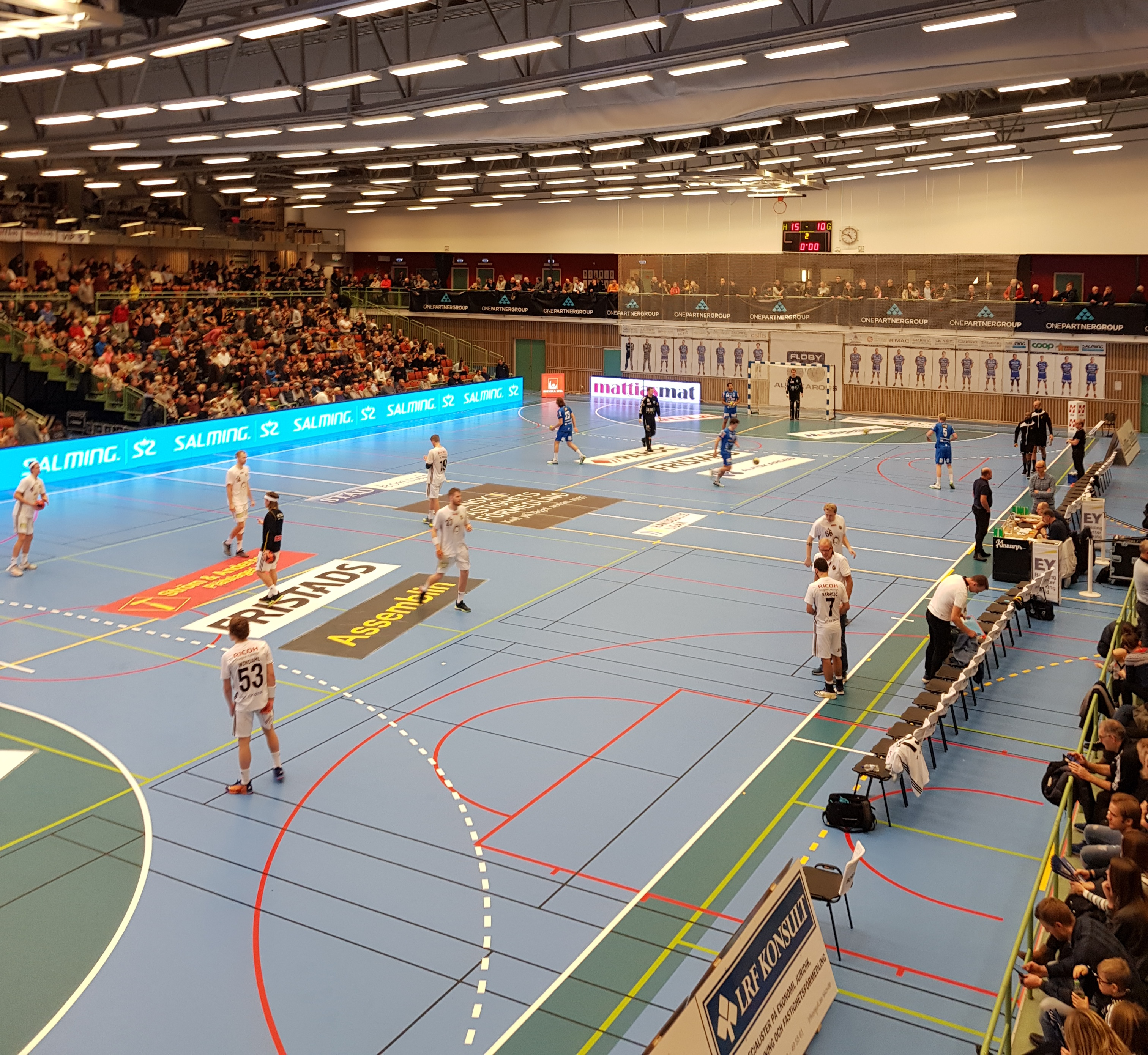
Spiel zwischen dem IFK Skövde HK und dem AIK Handboll am 26. Dezember 2018